# Piz Mundin
Piz Mundin är en bergstopp i Schweiz.   Den ligger i regionen Engiadina Bassa/Val Müstair och kantonen Graubünden, i den östra delen av landet, 230 km öster om huvudstaden Bern. Toppen på Piz Mundin är 3 146 meter över havet, eller 350 meter över den omgivande terrängen. Bredden vid basen är 4,8 km.
Terrängen runt Piz Mundin är huvudsakligen bergig. Runt Piz Mundin är det mycket glesbefolkat, med 5 invånare per kvadratkilometer.. Närmaste större samhälle är Scuol, 17,1 km sydväst om Piz Mundin. 
Trakten runt Piz Mundin består i huvudsak av gräsmarker.